# Blackwater (Wight)
Blackwater – wieś w Anglii, na wyspie Wight. Leży 3 km na południe od miasta Newport i 123 km na południowy zachód od Londynu.